# Državna himna Republike Azerbajdžana
Državna himna Republike Azerbajdžan (azerski: Azərbaycan Respublikasının Dövlət Himni) je azerbajdžanska himna; usvojena je 1992. godine po proglašenju nezavisnosti od SSSR-a. Originalno je napisana pod naslovom Marš Azerbajdžana (azerski: Azərbaycan marşı). Riječi je napisao pjesnik Ahmed Džavad, a uglazbio ju je Uzeir Hadžibejli.

## Stihovi

### Naazerbajdžanskom
| Latinica (službena) | Ćirilica | Arapsko pismo |
| Azərbaycan! Azərbaycan! Ey qəhrəman övladın şanlı Vətəni! Səndən ötrü can verməyə cümlə hazırız! Səndən ötrü qan tökməyə cümlə qadiriz! Üçrəngli bayrağınla məsud yaşa! Minlərlə can qurban oldu, Sinən hərbə meydan oldu! Hüququndan keçən əsgər, Hərə bir qəhrəman oldu! Sən olasan gülüstan, Sənə hər an can qurban! Sənə min bir məhəbbət Sinəmdə tutmuş məkan! Namusunu hifz etməyə, Bayrağını yüksəltməyə Namusunu hifz etməyə, Cümlə gənclər müştaqdır! Şanlı Vətən! Şanlı Vətən! Azərbaycan! Azərbaycan! | Азәрбајҹан! Азәрбајҹан! Еј гәһрәман өвладын шанлы Вәтәни! Сәндән өтрү ҹан вермәјә ҹүмлә һазырыз! Сәндән өтрү ган төкмәјә ҹүмлә гадириз! Үчрәнҝли бајрағынла мәсʼуд јаша! Минләрлә ҹан гурбан олду, Синән һәрбә мејдан олду! Һүгугундан кечән әсҝәр, Һәрә бир гәһрәман олду! Сән оласан ҝүлүстан, Сәнә һәр ан ҹан гурбан! Сәнә мин бир мәһәббәт Синәмдә тутмуш мәкан! Намусуну һифз етмәјә, Бајрағыны јүксәлтмәјә Намусуну һифз етмәјә, Ҹүмлә ҝәнҹләр мүштагдыр! Шанлы Вәтән! Шанлы Вәтән! Азәрбајҹан! Азәрбајҹан! | آذربایجان! آذربایجان! ای قهرمان اولادین شانلی وطنی! سندن اوترو جان ورمه‌یه جومله حاضریز! سندن اوتروقان توکمه‌یه جومله قادیریز! اوچرنگلی بایراقین‌لا مسعود یاشا! مینلرله جان قوربان اولدو، سینن حربه میدان اولدو! حقوقوندان کچن عسکر، هره بیر قهرمان اولدو! سن اولاسان گولوستان، سنه هرآن جان قوربان! سنه مین بیر محبت سینه‌مده توتموش مکان! ناموسونو حیفظ اتمه‌یه، بایراقینی یوکسلتمه‌یه ناموسونو حیفظ اتمه‌یه، جومله گنجلر موشتاقدیر! شانلی وطن! شانلی وطن! آذربایجان! آذربایجان! |

### Nahrvatskom
Azerbajdžan! Azerbajdžan!
Slavna zemljo hrabrih sinova,
Spremni smo dati naša srca i duše za tebe.
Spremni smo proliti krv za tebe.
Živjeti sretno uz tvoju trobojnicu.
Živjeti sretno uz tvoju trobojnicu.
Tisuće duša bilo je žrtvovano za tebe
Tvoj prostor postao je borilačka arena.
Vojnici koji su dali svoje živote
Svaki od njih postao je junak.
Postani bujajući vrt.
Naši životi uvijek su žrtva za tebe,
Tisuću pohvala je u mom srcu.
Za očuvanje tvoje časti.
Za dizanje tvoje zastave,
I očuvanje tvoje časti,
Svi mladi su revni.
Slavna zemljo! Slavna zemljo!
Azerbajdžan! Azerbajdžan!
Azerbajdžan! Azerbajdžan!